# اجناهالی، الور
اجناهالی، الور (به انگلیسی: Ajjenahalli, Alur) یک روستا در هند است که در کارناتاکا واقع شده‌است.